# Heilbronner Neckarcup
L'Heilbronner Neckarcup è un torneo professionistico di tennis giocato su campi in terra rossa. Fa parte dell'ATP Challenger Tour. Si gioca annualmente al Tennisclub Blau-Gelb e.V. di Bad Rappenau in Germania, precedentemente al TC Heilbronn Trappensee E.V. 1892 di Heilbronn dalla sua fondazione. All'Heilbronner Neckarcup è stato assegnato il premio al miglior Challenger dell'anno per tre volte consecutive dal 2017 al 2019. Nel 2025 si trasferisce dalla sede abituale al Tennisclub Blau-Gelb e.V. di Bad Rappenau.

## Albo d'oro

### Singolare
| Anno | Campione                                  | Finalista                                 | Punteggio                                 |
| ---- | ----------------------------------------- | ----------------------------------------- | ----------------------------------------- |
| 2025 | Ignacio Buse                              | Guy den Ouden                             | 7–5, 7–5                                  |
| 2024 | Sumit Nagal                               | Alexander Ritschard                       | 6–1, 6(5)–7, 6–3                          |
| 2023 | Matteo Arnaldi                            | Facundo Díaz Acosta                       | 7–6(4), 6–1                               |
| 2022 | Daniel Altmaier                           | Andrej Martin                             | 3–6, 6–1, 6–4                             |
| 2021 | Bernabé Zapata Miralles                   | Daniel Elahi Galán                        | 6–3, 6–4                                  |
| 2020 | Non disputato per la pandemia di COVID-19 | Non disputato per la pandemia di COVID-19 | Non disputato per la pandemia di COVID-19 |
| 2019 | Filip Krajinović (2)                      | Arthur De Greef                           | 6–3, 6–1                                  |
| 2018 | Rudolf Molleker                           | Jiří Veselý                               | 4–6, 6–4, 7–5                             |
| 2017 | Filip Krajinović (1)                      | Norbert Gombos                            | 6–3, 6–2                                  |
| 2016 | Nikoloz Basilašvili                       | Jan-Lennard Struff                        | 6–4, 7–6(3)                               |
| 2015 | Alexander Zverev                          | Guido Pella                               | 6–1, 7–6(7)                               |
| 2014 | Jan-Lennard Struff                        | Márton Fucsovics                          | 6–2, 7–6(5)                               |

### Doppio
| Anno | Campioni                                     | Finalisti                                 | Punteggio                                 |
| ---- | -------------------------------------------- | ----------------------------------------- | ----------------------------------------- |
| 2025 | Vasil Kirkov Bart Stevens                    | Jakob Schnaitter Mark Wallner             | 7–6(5), 4–6, [10–7]                       |
| 2024 | Romain Arneodo Geoffrey Blancaneaux          | Jakob Schnaitter Mark Wallner             | 7–6(5), 5–7, [10–3]                       |
| 2023 | Constantin Frantzen Hendrik Jebens           | Victor Vlad Cornea Philipp Oswald         | 7–6(7), 6–4                               |
| 2022 | Nicolás Barrientos Miguel Ángel Reyes Varela | Jelle Sels Bart Stevens                   | 7–5, 6–3                                  |
| 2021 | Nathaniel Lammons Jackson Withrow            | André Göransson Sem Verbeek               | 6(4)–7, 6–4, [10–8]                       |
| 2020 | Non disputato per la pandemia di COVID-19    | Non disputato per la pandemia di COVID-19 | Non disputato per la pandemia di COVID-19 |
| 2019 | Kevin Krawietz Andreas Mies                  | Andre Begemann Fabrice Martin             | 6–2, 6–4                                  |
| 2018 | Rameez Junaid David Pel                      | Kevin Krawietz Andreas Mies               | 6–2, 2–6, [10–7]                          |
| 2017 | Roman Jebavý Antonio Šančić                  | Adil Shamasdin Igor Zelenay               | 6–4, 6–1                                  |
| 2016 | Sander Arends Tristan-Samuel Weissborn       | Nikola Mektić Antonio Šančić              | 6–3, 6–4                                  |
| 2015 | Mateusz Kowalczyk Igor Zelenay               | Dominik Meffert Tim Pütz                  | 6–4, 6–3                                  |
| 2014 | Andre Begemann Tim Pütz                      | Jesse Huta Galung Rameez Junaid           | 6–3, 6–3                                  |